# فرناندو فرناندس
فرناندو فرناندس (بالبرتغالية: Fernando Fernandes‏) هو منافس ألعاب قوى برتغالي، ولد في 7 يونيو 1920.

## وصلات خارجية
- فرناندو فرناندس على موقع الاتحاد الدولي لألعاب القوى (الإنجليزية)
- فرناندو فرناندس على موقع الاتحاد الأوروبي لألعاب القوى (الإنجليزية)
- فرناندو فرناندس على موقع أوليمبيديا (الإنجليزية)